# میکروهتروپلاسمی
میکروهتروپلاسمی یا ناهمگونی اندک (انگلیسی: Microheteroplasmy) نوعی از هتروپلاسمی است که در واقع نوعی جهش اندک و خُرد در دی‌ان‌ای میتوکندریایی است.
اصطلاحِ هتروپلاسمی برای هر میزان از جهش در دی‌ان‌ای میتوکندریایی بکار می‌رود، چه این جهش کمتر از یک درصد دی‌ان‌ای‌ها را شامل شود یا آنکه صددرصد آنها را مبتلا کند؛ حال آنکه میکروپلاسمی زمانی بکار می‌رود که جهش در کمتر از ۵−۲٪ ژن‌های میتوکندری باشد.
معمولاً در دی‌ان‌ای میتوکندریال انسانی، میکروپلاسمی در صدها ژن مستقل در ارگانیسم واحد رخ می‌دهد و هر یک از این جهش‌ها تنها ۲−۱٪ ژنوم کلی میتوکندیال را تشکیل می‌دهند.
کشف پدیدهٔ هتروپلاسمی، منجر به پیدایش فرضیهٔ میتوکندریایی «پیرشدن انسان» شد و ثابت شده که در بروز بیماری پارکینسون نیز دخیل است.